# Boštjan Hladnik
Boštjan Hladnik (Kranj, 30 gennaio 1929 – Lubiana, 30 maggio 2006) è stato un regista sloveno.
È considerato il pioniere del cinema modernista sloveno. Il suo lavoro più conosciuto è il film Ples v dežju.
Tra gli altri, fu lo scopritore di Marina Urbanc (Bele trave). 
Nel 2001 ricevette il Premio Viktor alla carriera. Nel 2005 ricevette la medaglia d'oro al merito della Repubblica di Slovenia, per la sua carriera cinematografica.

## Filmografia
- P. S. (Post scriptum) (1988) (prima parte)
- Čas brez pravljic (1985)
- Portret Franceta Miheliča (1985)
- Kmečki turizem (1983)
- Za vašo srečo (1983)
- Zimski turizem (1983)
- Gorenčev vrag (1982) Serie TV
- Ubij me nežno (1979)
- Ljudje ob Krki (1978)
- Vabilo (1978)
- Bele trave (1976)
- Pridite in razvedrite se (1976)
- Puntar (1975)
- Revolucija (1974)
- Slovenska Riviera (1973)
- Ko pride lev (1972)
- Maškarada (1971)
- Poljub (1969)
- Sama čista resnica (1969)
- Sončni krik (1968)
- Maibritt, deklica iz otokov (1964)
- Erotikon (1963)
- Peščeni grad (1962)
- Ples v dežju (1961)
- Fantastična balada (1957), film documentario
- Življenje ni greh (1957)
- Pravljica o ljubezni (1954)
- Deklica v gorah (1947)